# Police administrative en France
La police administrative est l'activité administrative qui vise à prévenir les troubles à l'ordre public. Depuis le Code des délits et des peines de 1795, elle est distincte de la police judiciaire. Cette distinction fonctionnelle, qui répond à la distinction entre prévention des crimes et des délits et répression de ces derniers, est néanmoins rendue floue[non neutre] dans de nombreux cas. Ainsi, la gendarmerie nationale a des missions à la fois de police administrative (prévention) et de police judiciaire (répression). De même, un contrôle d'identité peut être effectué sous l'angle d'une mission de police administrative, ou sous l'angle d'une mission de police judiciaire, selon les situations.

## Généralités
La police administrative est une activité qui vise à assurer le maintien de l’ordre public, sans tendre à la recherche ou à l’arrestation de l’auteur d’une infraction déterminée.
Cette définition téléologique, qui vise l’activité, le but, de la police administrative, prend en considération les définitions fonctionnelles et organiques données :
- La police administrative désigne une certaine activité liée à la sécurité publique.
- La police administrative désigne les organes investis de l’activité de police.

## Notion d'ordre public
La police administrative est définie par le but d'ordre public qui est selon l'article L.2212-2 du code général des collectivités territoriales d'assurer « le bon ordre, la sûreté, la sécurité et la salubrité publiques ». La sûreté renvoie à la limitation des désordres, la sécurité à la limitation des risques d'accidents, la salubrité à la limitation des risques de maladie. Le bon ordre est une notion moins précise qui a permis d'étendre le champ d'application de la police administrative en prenant en compte la moralité ou la protection des individus contre eux-mêmes. L'article L.2212-2 du code général des collectivités territoriales, n'est que l'effectivité de la police dite Municipale, or la police administrative est aussi exercée par les dépositaires de l'ordre public émanant du ministère de l'intérieur, un premier texte fondateur de leur existence est l'article 12 de la Déclaration des Droits de l'Homme et du citoyen de 1789.
Initialement, le juge administratif n'acceptait de prendre en compte l'immoralité que si celle-ci risquait de provoquer un désordre matériel. Il accepte aujourd'hui de prendre en compte la moralité notamment pour le cinéma (CE, 18 décembre 1959, Société des films Lutetia) si cela est justifié par des circonstances locales.
La moralité est également contrôlée par le biais du respect de la sauvegarde de la « dignité humaine » depuis l'arrêt Commune de Morsang-sur-Orge ; Ville d'Aix-en-Provence (CE, 27 octobre 1995) à propos du « lancer de nains ».
Le Conseil d'État prend également en compte les préoccupations d'esthétique (CE 2 août 1924, Leroux, CE, 18 février 1972, Chambre syndicale des entreprises artisanales du bâtiment de la Haute-Garonne : le Conseil d'État annule un arrêté du maire de Toulouse qui réglementait de façon très précise dans un but esthétique les dimensions et la forme des monuments funéraires dans le cimetière). Mais cette jurisprudence, ancienne, est actuellement remise en cause par la loi du 19 décembre 2008 qui donne au maire un pouvoir de police sur les monuments sous le contrôle du juge administratif.
Il a également été admis la légalité des actes de police administrative visant à protéger les individus contre eux-mêmes (CE 22 janvier 1982, Auto défense et CE 9 juillet 2001, Préfet du Loiret), protéger une personne mise en examen ou inculpée (TC 19 octobre 1998, veuve Laroche) ou protéger des lieux d'une infraction possible (TC 12 décembre 2005, Préfet de Champagne-Ardenne).

## Police administrative et police judiciaire
La police judiciaire est chargée de constater une infraction déterminée ou d'en rechercher (ou arrêter) les auteurs. Elle a donc un but répressif qui s'oppose au but préventif de la police administrative.
La distinction est essentielle pour la compétence contentieuse qui relèvera tantôt du juge administratif tantôt du juge judiciaire, ainsi que pour la responsabilité qui est plus facilement engagée par les activités de police administrative.

### Opérations mixtes
La distinction entre les deux est cependant parfois délicate. En effet, elle est souvent exercée par les mêmes agents (policiers, gendarmes) et une opération de police administrative peut se transformer en opération de police judiciaire. Ainsi, des policiers qui procèdent à « des fouilles à corps » (ou palpations de sécurité) à l'entrée d'un stade le font dans le cadre de leur pouvoir de police administrative (prévention des violences), mais s'ils trouvent des stupéfiants sur un supporter, son arrestation constituera une opération de police judiciaire (poursuite d'une infraction). Ou inversement une opération de police judiciaire peut se transformer en opération de police administrative. On peut citer par exemple l'enlèvement et la mise en fourrière d'un véhicule (opération de police judiciaire) puis à partir de la mise en fourrière, on a la gestion du véhicule (opération de police administrative).

### Jurisprudence relative à la distinction du type d'opération de police
En 1951, à l'occasion de l'arrêt consorts Baud, le Conseil d'État a dégagé le critère de la « finalité » de l'opération. Ce critère a été repris la même année par le Tribunal des conflits lors de l'arrêt Dame Noualek et par la Cour de cassation lors de l'arrêt Giry. Toutefois, si le Conseil constitutionnel utilise également ce critère dans sa décision 2003-467  DC, il ne lui attribue pas de valeur constitutionnelle.

## Caractéristiques de la police administrative
La police administrative se manifeste par l'édiction de prescriptions unilatérales. Ce peut être des décisions administratives réglementaires (décrets, arrêtés, ...) ou individuelles (autorisation individuelle, visa ou licence d'exploitation, permis, contrôle d'identité, fouille à corps, ...). Le pouvoir de police ne peut pas être concédé à un particulier.
Le pouvoir de police administrative peut être général ou spécial ; dans ce cas, il ne s'applique qu'à certaines catégories de personnes (étrangers...), certains lieux (gares, aéroports, ...), certaines activités (chasse, pêche, cinéma...).
L'administration a le devoir d'exercer son pouvoir de police mais son refus n'est illégal que si ce refus a entraîné un manquement à ses obligations légales de maintien de l'ordre public.
Également, le refus de prendre une mesure de police n'a pas à être motivé. Celle-ci n'est jamais créatrice de droits et peut donc toujours être retirée, l'administration n'engageant sa responsabilité qu'en cas de faute lourde.

## Titulaires du pouvoir de police
Le pouvoir de police est réparti entre plusieurs titulaires.

### Au niveau national
Le Premier ministre en sa qualité de titulaire du pouvoir réglementaire général (article 21 de la Constitution du 4 octobre 1958) exerce le pouvoir de police au niveau national, confirmé par plusieurs grands arrêts.
Les autorités de police spéciale sont différentes : ainsi, c'est le ministre de la Culture qui est chargé de la police du cinéma ; le ministre de l'Intérieur, la police des étrangers.

### Au niveau zonal
Le préfet de zone de défense et de sécurité dispose de pouvoirs de police générale et spéciale.

### Au niveau départemental
Le président du Conseil départemental est une autorité de police depuis la loi du 2 mars 1982 dans le domaine de la circulation sur les routes départementales hors agglomération.
Le préfet est l'autorité de police au niveau départemental. Pour la circulation sur les routes nationales hors agglomération mais surtout pour de nombreuses polices spéciales (chasse, pêche, environnement, sanitaire, et par son contrôle de la police municipale).
Le pouvoir du préfet s'étend également sur les eaux continentales (CAA Nantes, 5 décembre 2006, Fédération française motonautique).

### Au niveau communal
Le maire l'exerce au niveau communal.
Dans les communes de plus de 20 000 habitants, toutefois, ainsi que dans certaines communes plus petites, le personnel de la police relève de la fonction publique d'État même s'il exécute les arrêtés de police du maire. Le préfet assure le respect de la tranquillité publique.
À Paris, le maire ne dispose que de pouvoirs très limités en matière de police : police des foires et des marchés, salubrité des voies publiques. Les autres pouvoirs appartiennent au préfet de police.

## Autres exemples du rôle de police administrative
- Pour prévenir de dangers, le préfet est susceptible d'instaurer un plan Orsec ;
- La dissolution de clubs de supporters de fait ;
- L'internement d'office pour prévenir l'ordre public ;
- Le retrait du permis de conduire ;
- Obtenir la fermeture de débits de boissons ;
- etc.

## Jurisprudence
Plusieurs arrêts du Conseil d'État (CE) ou du Tribunal des conflits (TC) ont posé les bases de la jurisprudence relative au rôle de police administrative.

### Arrêts fondamentaux relatifs à la police administrative
- CE, 18 avril 1902, Commune de Néris-les-Bains. Le préfet a émis un arrêté interdisant les jeux d'argent dans le département, sauf dans les communes balnéaires. Le maire de Néris-les-Bains a étendu cette interdiction à sa commune. Le Conseil d'État confirme la décision du maire, faisant qu'une autorité administrative peut aggraver une mesure de police prise par l'autorité supérieure (en revanche le maire n'aurait pas le pouvoir de diminuer une telle mesure).

- CE, 19 février 1909 : Abbé Olivier[12] : Pouvoir de police et liberté des cultes. Le maire de Sens interdit les manifestations religieuses. L'abbé Olivier obtient du Conseil d'État l'annulation de l'arrêté, au motif d'une atteinte à la liberté disproportionnée, d'autant qu'elle touche une manifestation traditionnelle.

- CE, 8 août 1919, Labonne[13] : Existence d'un pouvoir réglementaire de police au niveau national. Le sieur Labonne s'est vu retirer son autorisation de conduire à la suite d'un arrêté préfectoral découlant d'un décret du chef de l'État.

- CE, 19 mai 1933, Benjamin. Le maire de Nevers prend un arrêté interdisant au sieur Benjamin une conférence. Le Conseil d'État rappellera que les libertés, dont celle d'expression, priment par rapport aux mesures de police, et que l'administration doit s'attacher à un contrôle d'une proportionnalité des mesures prises.

- CE, 7 février 1936, Jamart. Le sieur Jamart s'est vu refuser personnellement l'entrée d'un ministère. Le Conseil d'État a rappelé que si les ministres n'exercent aucun pouvoir règlementaire, il leur appartient cependant d'édicter des mesures en tant que responsable de leur ministère. Ces mesures ne doivent pas excéder leur pouvoir.

- CE, 22 juin 1951, Daudignac. Le maire de Montauban a compliqué les règles pour les photographes filmeurs sur la voie publique. Le Conseil d'État a rappelé que la liberté du commerce et de l'industrie ne doit pas être entravée.

- CE, 18 décembre 1959, Société « Les Films Lutetia » et syndicat français des producteurs et exportateurs de films. La ville de Nice interdit la projection d'un film qui avait pourtant reçu un visa d'exploitation. La décision est confirmée en raison de la possibilité de prévenir des troubles locaux.

- CE 24 juin 1960, Société Frampar[14] : Saisie des journaux, distinction entre police administrative et police judiciaire.

- CE, 27 octobre 1995, Commune de Morsang-sur-Orge. Le maire de Morsang-sur-Orge obtient l'interdiction du lancer de nain dans les boîtes de nuit de sa commune, au nom du respect de la dignité humaine, nouvelle composante de l'ordre public.

### Autres arrêts concernant la police administrative
- TC, 30 juillet 1873, Pelletier[15] : le général commandant l'état de siège dans le département de Seine-et-Oise a fait saisir les journaux que le sieur Pelletier s'apprêtait à publier : distinction entre faute personnelle et faute de service.

- 22 mai 1912 : Malinge contre Gérardin : Sur les pouvoirs de police en matière d'ébriété sur la voie publique.

- CE 28 février 1919 : Dames Dol et Laurent[16] : Pouvoirs de guerre et circonstances exceptionnelles justifiant une police des mœurs plus rigoureuse.

- CE, 30 juin 1967, Dame Veuve Huguet[17] : refus d'un policier municipal de relever l'identité d'un témoin d'un accident. La requête est rejetée car mal dirigée (contre l'État alors qu'il aurait fallu qu'elle soit dirigée contre la commune).

- TC 26 mars 1990, D., no 2599 : M. D. est blessé à l'occasion d'une ronde de gardiens de la paix, effectuée dans le cadre d'une mission de police administrative. M. D. est admis à se retourner contre l'administration.

- TC 19 octobre 1998 : Bolle-Laroche[18] : la veuve de Bernard Laroche, tué en marge de l'affaire Grégory saisit le Tribunal des conflits. L'arrêt distingue selon les cas la nature des manquements : un manque de protection relève des juridictions administratives, tandis qu'une enquête en cours relève de la juridiction répressive. La Cour de cassation a confirmé cette jurisprudence nouvelle qui se dégage, par l'arrêt du 23 février 2001, consorts Bolle-Laroche[19].

- TC 23 février 2003, n°C3333, Commune de Chalifert : un garde champètre, qui n'a pas compétence pour dresser un procès-verbal, exerce une mission de police administrative.

- TC 12 décembre 2005[20] : la recherche d'une prétendue défaillance des services de police à organiser et à assurer la protection d'un magasin, plutôt que dans leur éventuelle incapacité à rechercher et arrêter les auteurs de cambriolages dont ce magasin est l'objet se rattache essentiellement à l'activité de police administrative.

## Limites du pouvoir de police
Le pouvoir de police doit être limité pour préserver les libertés individuelles et collectives. Ces limites ont été dégagées par la jurisprudence qui les a tempérées selon les circonstances et la valeur de la liberté protégée. Elles sont faites par un contrôle juridictionnel, des buts, des motifs et des moyens.
Ces limites peuvent parfois être profondément allégées notamment lors de l'état de siège et l'état d'urgence.